# 新富町立新田小中学校
新富町立新田小中学校（しんとみちょうりつ にゅうたしょうちゅうがっこう）は、宮崎県児湯郡新富町大字新田にある公立小中一貫校。

## 概要
小学部
- 児童数：228名
- 学級数：通常8 特別支援3
（2020年11月19日現在）

中学部
- 生徒数：110名
- 学級数：通常5 特別支援2
（2020年9月18日現在）

## 教育方針
モットー
「ときめきと感動のある学校」
教育目標
「夢や希望をもち 心豊かに ともに伸びゆく 新田の子どもの育成」

## 沿革

### 新田小学校
- 1872年（明治5年） - 「真光寺小学校」を設置。
- 1883年（明治16年） - 1月、「新田小学校」に改称。
- 1887年（明治20年） - 「尋常新田小学校」に改称。
- 1899年（明治32年） - 2月1日、一丁田尋常小学校と合併。この日を開校記念日とする。
- 1941年（昭和16年） - 4月1日、国民学校令の施行により、「新田国民学校」に改称。
- 1947年（昭和22年） - 4月1日、学制改革（六・三制の実施）により、「新田村立新田小学校」に改称。
- 1957年（昭和32年） - 1月、学校給食を開始。
- 1959年（昭和34年） - 3月31日、新富町の発足により、「新富町立新田小学校」に改称。
- 1998年（平成10年） - 2月、創立100周年記念式典を挙行。
- 2010年（平成22年） - 11月、新校舎が竣工。
- 2011年（平成23年） - 8月、初の小中合同始業式が行われる。
- 2012年（平成24年） - 1月、小中学校職員室共用を開始。

### 新田中学校
- 1947年（昭和22年） - 5月8日、「新田村立新田中学校」を創立。
- 1959年（昭和34年） - 3月31日、新富町の発足により、「新富町立新田中学校」に改称。
- 1997年（平成9年） - 2月、創立50周年記念式典を挙行。
- 2007年（平成19年） - 11月、小・中学校連携（知・徳・体）推進事業新富町ブロック研究を公開。
- 2011年（平成23年） - 1月、校舎の立て替えのために仮校舎に移転。
- 2011年（平成23年） - 12月、新校舎に移転。

### 新田小中学校
- 2012年（平成24年） - 4月1日、小中一貫校として「新富町立新田小中学校」を開校し、愛称を「田園の里 新田学園」に決定。
- 2014年（平成26年） - 7月、中学部渡り廊下と校舎間の屋根を拡張。

## 通学区域
- 瀬口(西都市に委託分を除く)、竹渕、中村、山之坊、柳瀬、中須、伊倉、麓、成法寺、新田新町、溜水、塚原、末永舟津、上今町、下今町、その他[3]。

## 交通
最寄りの鉄道駅
日豊本線 「日向新富駅」より6.1km（車10分）
最寄りのバス停
宮崎交通バス 新富・西都線
「新田中学校前」バス停より230m（徒歩3分）
「新田支所前」バス停より130m（徒歩2分）
最寄りの道路
宮崎県道18号荒武新富線 「新富町麓」交差点